# أريدي عطري
أريدي عطري (الاسم العلمي:Aerides odorata) هو نوع من النباتات يتبع جنس الأريدي من الفصيلة السحلبية.